# Karl Johans torg, Stockholm

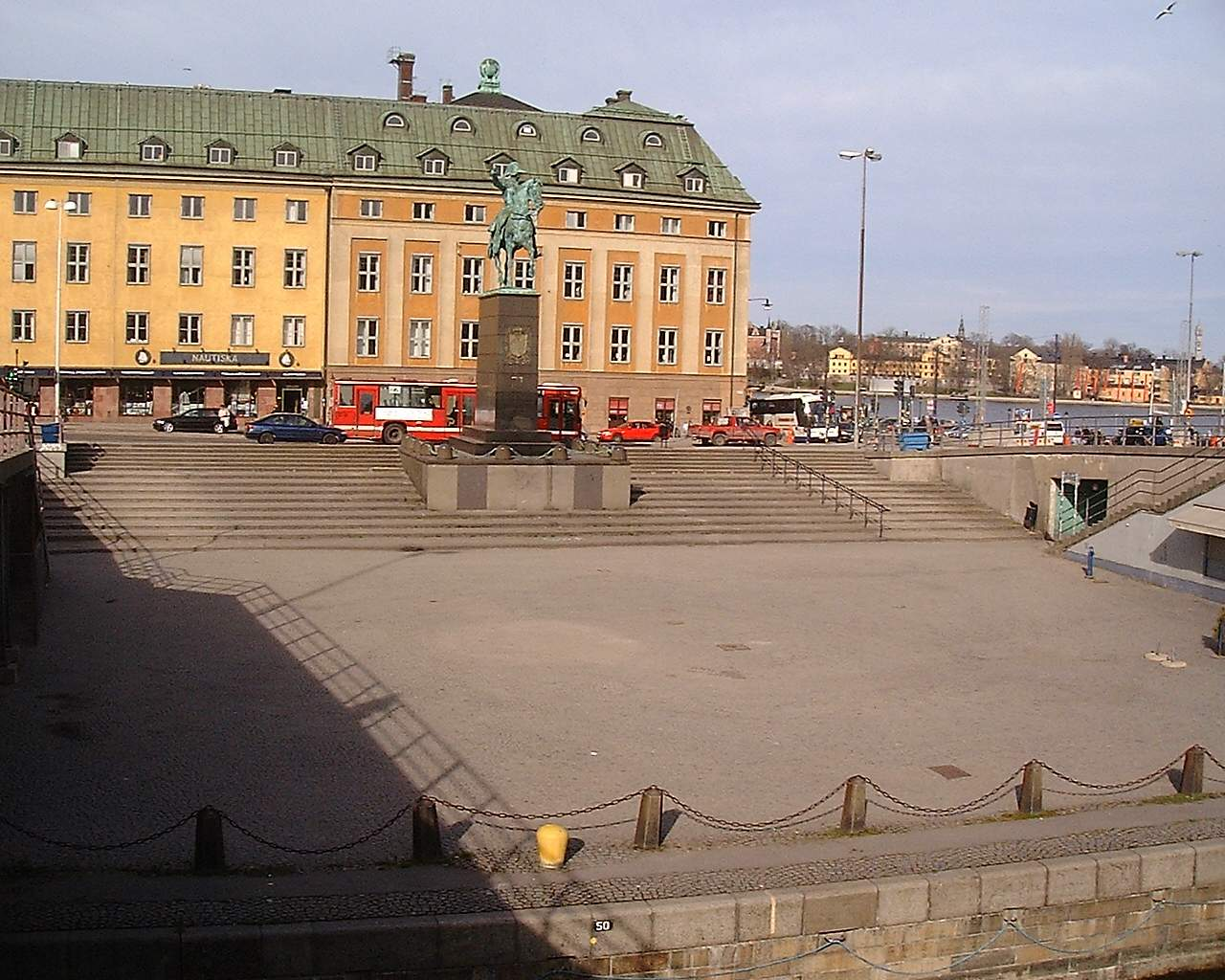
Torget sett från söder, med Karl XIV Johans staty och Räntmästarhuset.

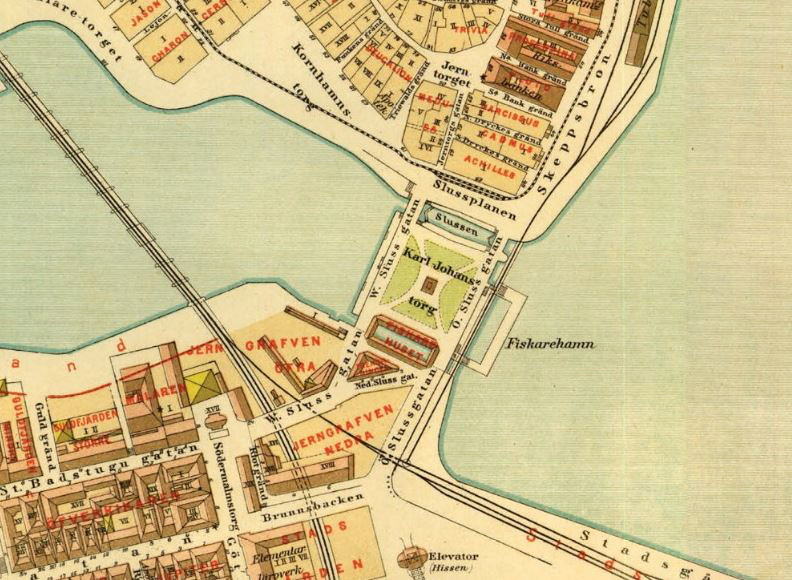
Karl Johans torg 1885.

Karl Johans torg  var ett torg på den norra sidan av Slussen i centrala Stockholm, precis intill själva slussen och mellan de två lederna som tidigare gick mot Södermalm (Mälarrampen och Skeppsbron). Namnet antogs 1932 men syns redan på kartor från 1855. Namnet härrör från Karl XIV Johans staty som fanns på trappan mot torget. Platsen upphörde år 2016 vid starten av ombyggnaden av Slussenområdet.

## Historik
Efter att Nils Ericsons sluss hade invigts 1850 gestaltades Slussenområdet strikt symmetriskt med nya Ericsons sluss i norr och gamla Polhemsslussens kanal i syd, den senare kringbyggd av en basar kallad Fiskarhuset, ritat av arkitekt Per Axel Nyström. Däremellan anlades, närapå kvadratiskt, Karl Johans torg med den central placerade ryttarstatyn över Karl XIV Johan. Vägtrafiken leddes förbi längs östra och västra sidan på Östra Slussgatan respektive Vestra Slussgatan. Anläggningen begränsades i norr (på Gamla stans sida) av Slussplanen och i syd (på Södermalmssidan) av Nedre Slussgatan. Utanför Karl Johans torgets östra sida låg Fiskarehamnen med torgstånd för fiskhandel.
På Slussplans trappa ovanför torget stod Karl XIV Johans staty som avtäcktes 1854 och symboliserar kronprinsens intåg i Stockholm den 2 november 1810. Skulptör var Bengt Erland Fogelberg. Statyns placering var från början lite längre söderut på platsen för den nuvarande Karl Johansslussen. Platsen hade bestämts av Oscar I men Fogelberg gillade inte valet och hade hellre sett statyn mera centralt placerad. I samband med Slussens ombyggnad 1931–1935 flyttades och vändes statyn så att fursten i stället red ut ur staden mot Södermalm. I samband med Slussens ombyggnad flyttades statyn till Slottsbacken, där den 2018 återinvigdes av kung Carl XVI Gustaf.